# André Gide

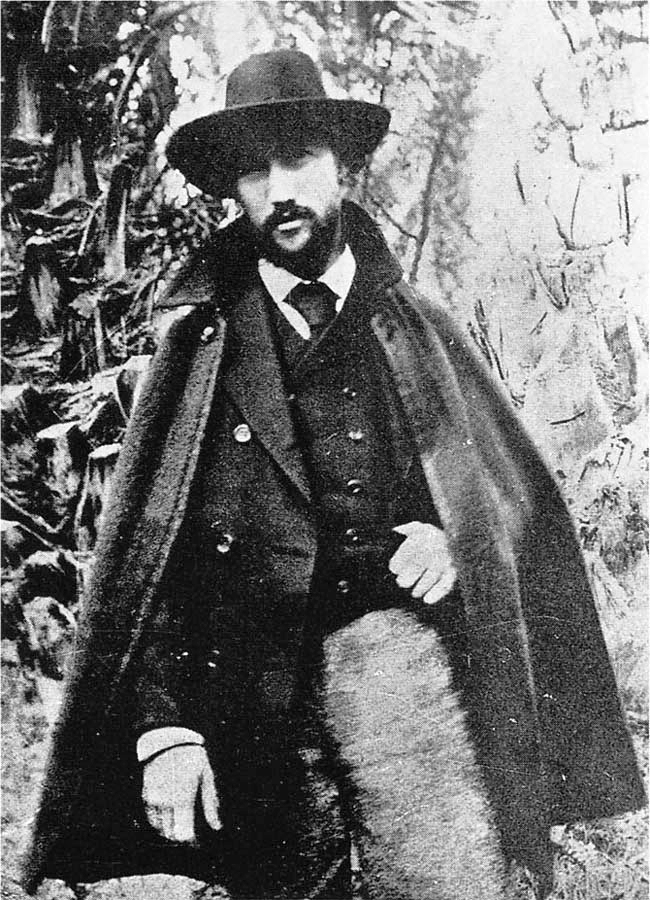
André Gide 1893.

André Gide, född 22 november 1869 i Paris, död 19 februari 1951 i Paris, var en fransk författare. Han mottog Nobelpriset i litteratur 1947.

## Biografi
Gide växte upp under strängt religiösa former. Spänningen mellan asketism och livsbejakelse blev ett grunddrag för Gides produktion. Han debuterade anonymt 1891 med Les cahiers d'André Walter, där han liksom i ett par noveller, La tentative amoreuse ou le traité du vain désir och Le voyage d'Urien visade starka influenser från Stéphane Mallarmé och symbolismen.
Efter en vintersejour i Tunis för hälsans skull tog Gide med Paludes (1895) farväl av sitt symbolistiska författarskap och hävdade här formens betydelse. I Les nourritures terrestres (1897) framhäver han efter att ha influerats av Friedrich Nietzsche de undermedvetna drifterna som konstens främsta källa, något som kom att väcka stor uppståndelse bland de symbolistiska författarna.
Denna inställning kom att prägla Gides fortsatta författarskap med dramerna Le roi Candaule (1901) och Saül (1903), de psykologiska romanerna L'immoraliste (1902), La porte étroite (1909) och La symphonie pastorale (1919), äventyrshistorien Les caves du Vatican (1914) och den självbiografiska Si le grain ne meurt (1920–21), till vilken han anknöt en redan 1911 konceptuerad men först 1920 utgiven sexualdialog, Corydon. Ett senare verk är romanen Les faux-monnayeurs (1926).
Gide var även flitigt verksam som en vidsynt kulturkritiker med verk som Prétextes (1903), Nouveaux prétextes (1911) och Incidences (1924), som reseskildrare med Amyntas (1906) och som Dostojevskijmonograf (1911) samt som utgivare av tolkningar av William Shakespeare, William Blake, Walt Whitman, Joseph Conrad, Rabindranath Tagore och Aleksandr Pusjkin.
André Gide var under ett halvsekel den dominerande gestalten i Frankrikes intellektuella liv. Oupphörligt satte han problem under debatt inte bara i sina romaner utan även som kritiker och tidskriftsredaktör. Han grundade 1909 La Nouvelle Revue Française. 
Hans självbiografi från 1946 samt hans dagböcker (utgivna 1939, 1942 och 1950) ger inblickar i Gides komplicerade personlighet. Han är brorson till nationalekonomen Charles Gide.
Gide mottog 1947 Nobelpriset i litteratur med följande motivering:
| ” | för hans vittomfattande och konstnärligt betydelsefulla författarskap, i vilket mänsklighetens frågor och villkor ha framställts med oförskräckt sanningskärlek och psykologisk skarpsyn. | „ |

År 1895 gifte han sig med Madeleine Rondeaux. På grund av sin homosexuella läggning levde han tillsammans med henne i ett aldrig fullbordat äktenskap. Dock fick han 1923 dottern Catherine efter en tillfällig sexuell förbindelse med Elisabeth van Rysselberghe. Catherine Gide dog 2013.
Gides kritik av förhållandena i kolonierna Franska Kongo och Tchad, skildrade i Voyage au Congo (1927) och Le Retour du Tchad (1928) och översatt till tyska som Kongo und Tschad, brändes demonstrativt under de landsomfattande bokbålen i Nazityskland 1933.
Utdrag ur Gides tidiga bok Le Prométhée mal enchainé (1899) – inte översatt till svenska – medtogs av André Breton i hans antologi om svart humor, Anthologie de l'humour noir (1940).